# Colonia Ulpia Traiana

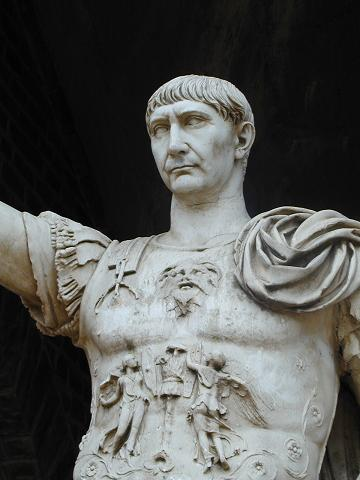
Estàtua de l'emperador Trajà trobada a la colònia Ulpia.

La Colonia Ulpia Trajana era una ciutat romana situada a la Germània Inferior, les seves ruïnes estan a la rodalia de l'actual ciutat alemanya de Xanten.
Va ser fundada en temps de l'emperador Marc Ulpi Trajà al qual deu el seu nom. De manera semblant que altres 150 ciutats fundades durant l'Imperi Romà, va ser dissenyada a imatge de la ciutat de Roma. En el seu temps la Colonia Ulpia Trajana va ser la tercera ciutat més important de la província de la Germania inferior, després de Claudia Ara Agrippinensium (l'actual ciutat de Köln o Colònia) i l'Augusta dels Trèvers (l'actual ciutat de Trier o Trèveris).

## Període preromà
Amb base en les troballes arqueològiques, el lloc va estar habitat amb anterioritat a l'arribada dels romans. Hi ha restes datades del segle iv aC, mentre altres són del s.III aC i altres del s.II. No obstant no sembla que hi hagi hagut una continuïtat entre els diferents períodes d'assentament humans.

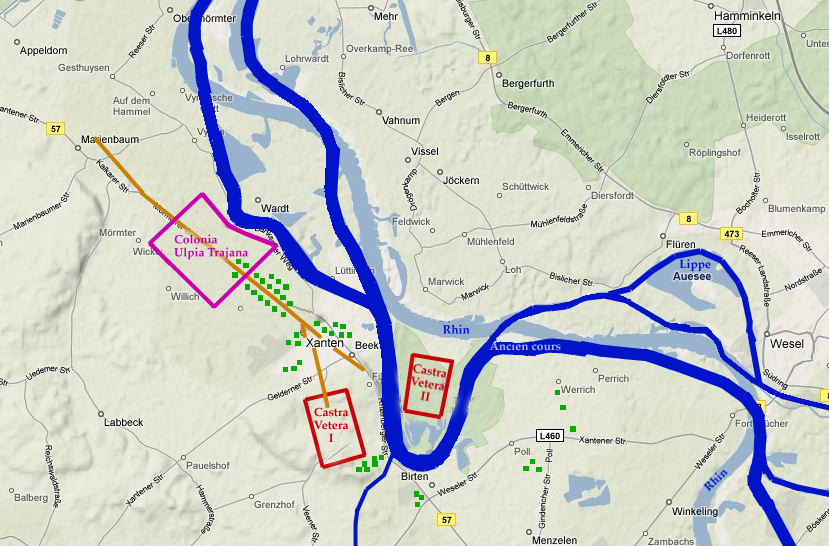
Localització de Castra Vetera.

## El primer assentament romà
L'any 12 o 13 aCDrus el Vell havia fet construir una fortificació sobre Fürstenberg (un turó a 75 m sobre el nivell del mar al sud-est de la ciutat de Xanten), la qual servia de base per a les expedicions al marge dret de Germània. Això va donar lloc que en el segle viii aC la tribu dels sicambres i la dels gugerns canviessin de lloc cap al marge esquerre. Amb el temps aquesta fortificació serviria com a punt d'inici de la construcció de la Castra Vetera per a l'assentament de les tropes que més endavant pujaria de categoria esdevenint la Colonia Ulpia Trajana.
Es desconeix el nom d'aquell primer assentament, se sospita, però, que es diria "Cugernorum" (paraula derivada dels gugerns) com l'assentament de Batavia Batavodurum (a l'actual Nimega). A causa de la proximitat amb Vetera I, Cugernorum es va convertir en pocs anys en un lloc de comerç relativament pròsper fins que una rebel·lió a Batàvia la va incendiar.

## Colònia Ulpia Traiana

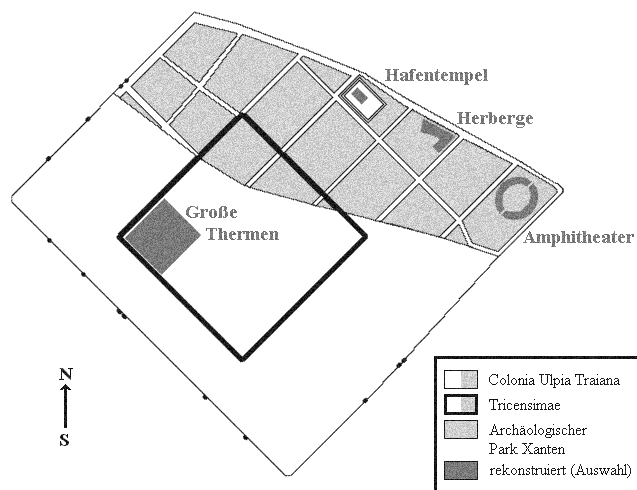
Plànol de les excavacions.

Cap a l'any 100 dC, es va construir una colònia permanent. El vell establiment va ser completament anivellat i es va fer una nova línia de canalització d'aigua, clavegueram, una drecera perpendicular que comunicava amb la via (carretera) principal, temples, fòrum, amfiteatre, muralles i portes per a major seguretat dels seus habitants. Als afores d'aquestes muralles s'hi han trobat tombes, lloc habitual d'enterrament en les ciutats romanes.
El recinte ocupava uns 73 acres i al seu interior vivien unes 10.000 persones, entre ells gals i germànics romanitzats. Alguns dels antics pobladors de la Cugernorum Vetera s'hi van quedar passant a formar part de la classe rica de la ciutat.
Malgrat les precaucions, en la segona meitat del segle iii, el braç d'arena arrossegada pel Rin abans d'arribar a la ciutat, que creava una protecció natural de la colònia es va esfondrar. 260 francs van creuar el Rin i van envair els territoris propers a Ulpia Traiana i grans extensions de la Germania inferiors, però no va ser fins a la segona invasió dels francs el 275 que la colònia va ser destruïda.

## El Tricensimae
Dins la muralla hi havia una illa fortificada ocupada per la Legio XXX Ulpia Victrix que tenia el nom de Tricensimae. Per a construir-la es van aprofitar les antigues muralles. La Tricensimae va perdurar en funcionament fins i tot després de l'atac dels francs i de la destrucció de la colònia; va ser reconstruïda el 352 fins que va ser abandonat definitivament a la meitat del segle v.

## Època post-romana

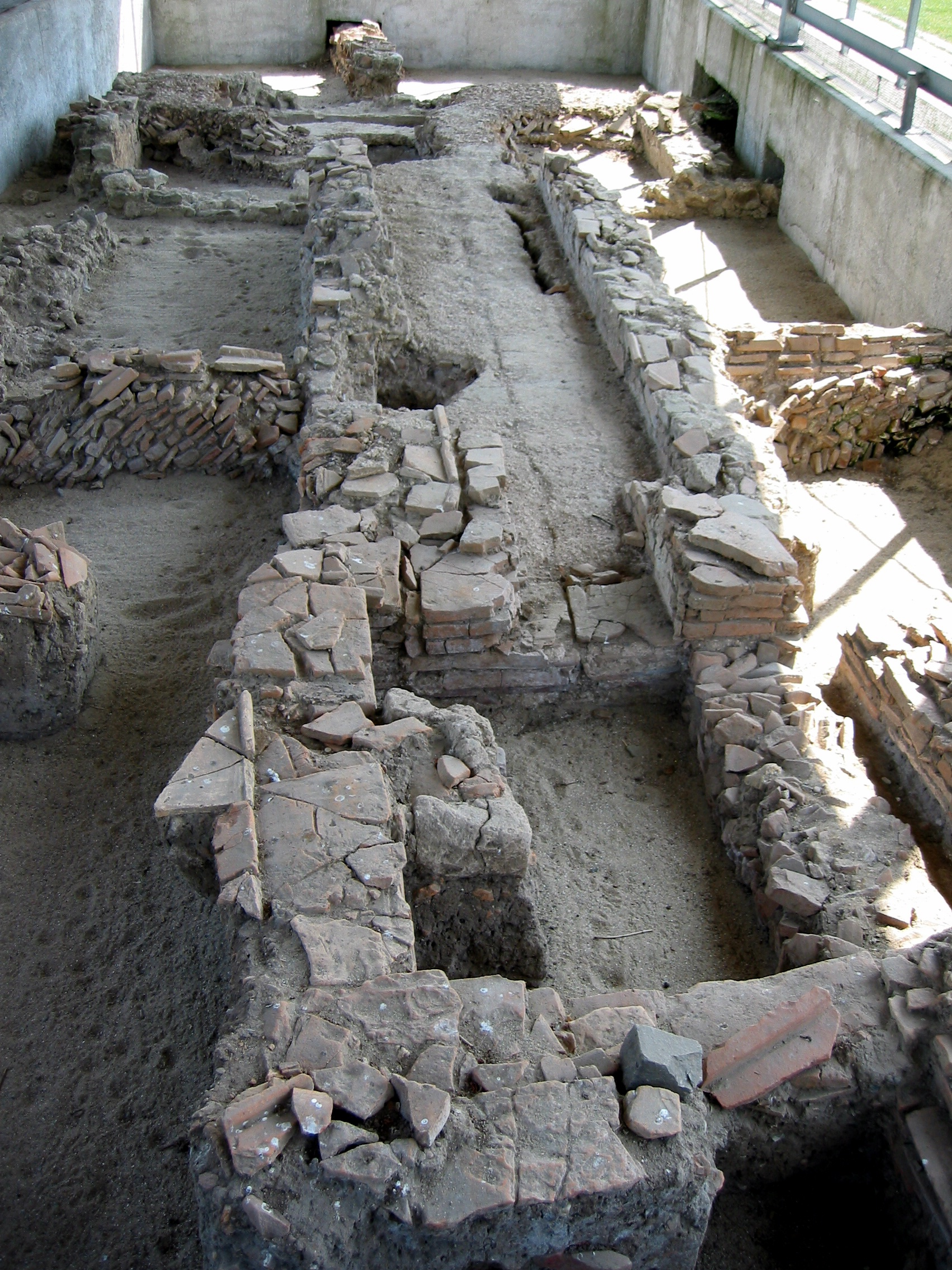
Interior de les termes.

Durant l'edat mitjana les cases que es van construir a la rodalia van fer servir el que quedava de la Colònia Ulpia Trajana com a pedrera. Alguns materials van anar a parar a la construcció de l'església de la ciutat de Xanten i d'altres van ser venuts a Holanda. La ciutat romana va desaparèixer gradualment de la superfície. Només les ruïnes del Capitoli es va mantenir visibles fins després del 1839. Després que la zona va ser buidada de les pedres que s'havien emprat en la construcció i també les dels fonaments, com ho demostren els forats d'entrada a les restes dels banys termals, el sòl va ser llaurat per a convertir-lo en terra de cultiu. El cementiri romà va ser respectat, veient-se únicament afectat pel robatori d'algunes làpides.
Les investigacions arqueològiques en el curs de la construcció de la carretera federal 57 van redescobrir la ciutat romana. Edificis individuals de l'antiga ciutat van ser reconstruïts com a part del "Parc Arqueològic" de Xanten, que s'ha estès a gairebé tota l'antiga ciutat.

## Edificis de la ciutat

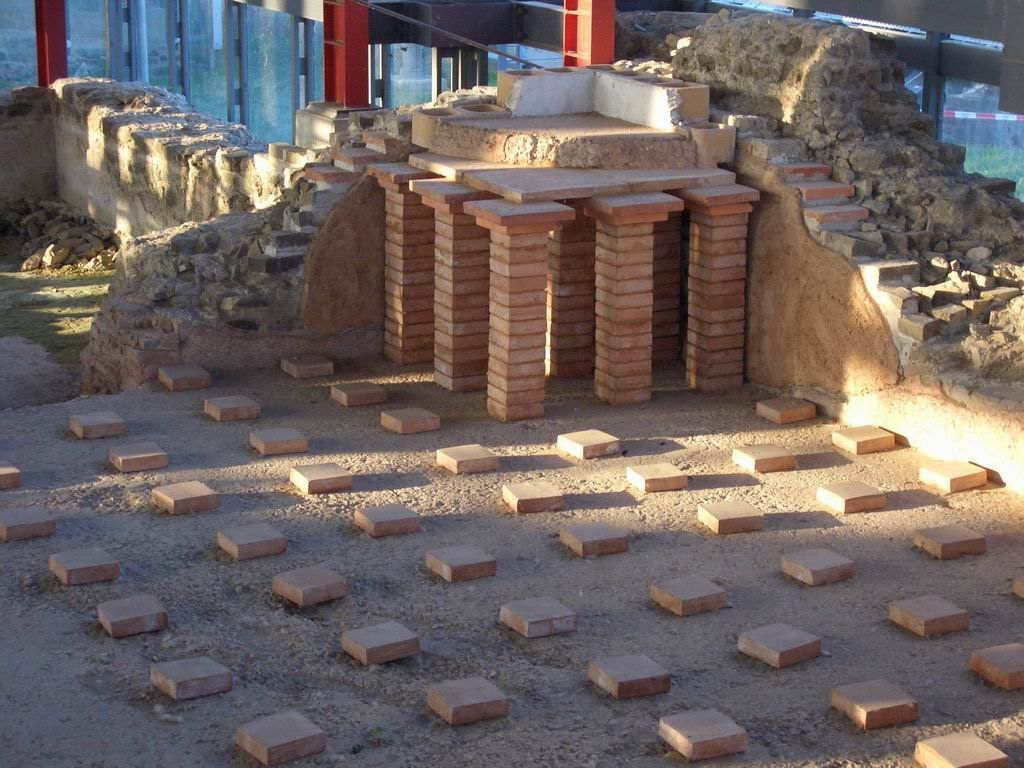
Hipocaust de les termes.

La ciutat estava dividida per dos carrers que es creuaven i formaven seccions en angle recte anomenats insulae. Aquestes insulae han estat numerades pels arqueòlegs de l'1 al 40. El centre de la ciutat correspon a la insula 25, que és on hi havia el fòrum. Cap al sud, a la insula 26 estava el Capitoli, construït al segle ii. Les cases del seu voltant havien estat ricament decorades amb pintures murals. El Temple estava al nord-est, orientat cap al riu. Després de la destrucció de la ciutat no va ser visible fins que les excavacions del s.XIX en van descobrir les seves restes.
Al nord-est del fòrum estaven les Termes, les quals ocupaven una insula sencera, la 10. A l'oest del fòrum estava el que els arqueòlegs anomenen "palau municipal", la funció del qual encara no està prou ben definida, i ocupava tres insulae (4, 11 i 17).
Altres edificis públics importants eren l'amfiteatre, al sud de la ciutat (Insula 40) i un gran temple al port (insula 37). També es va trobar un petit santuari entre els habitatges de la insula 20. Dins la insula 38 i just a la vora del port s'han trobat les restes d'un alberg amb serveis termals.

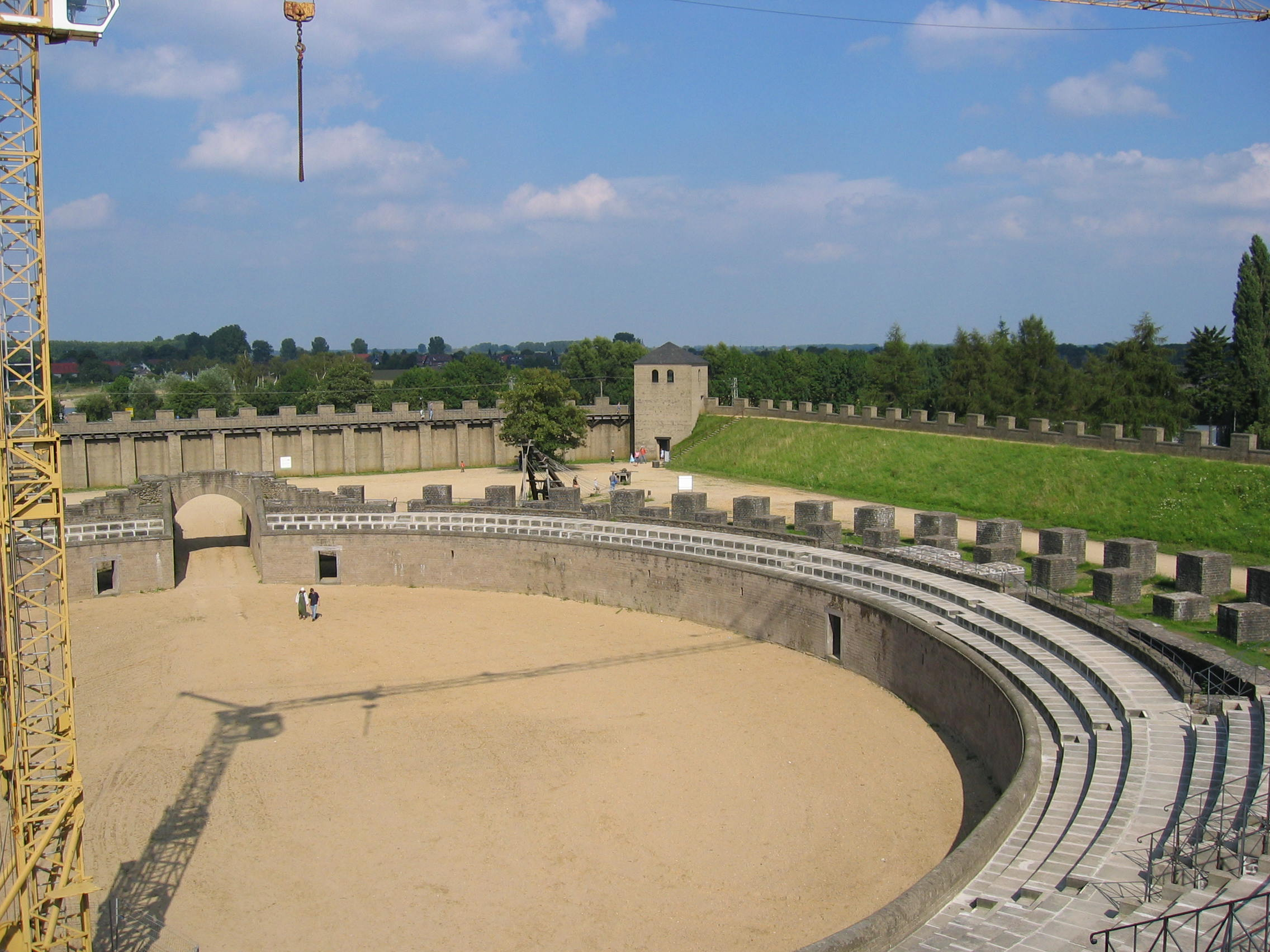
Reconstrucció de l'amfiteatre dins la muralla.

Les insulae destinades a zona residencials i comercial estaven parcel·lades en habitatges individuals d'uns 12 × 44 m cadascun. Generalment, les cases estaven unides en filades compartint parets laterals. La casa més gran que s'ha trobat estava a la insula 1 i mesurava 20 metres de llarg amb hipocaust en algunes habitacions. A la insula 19 es van excavar habitatges múltiples. Allà es van trobar pintures murals de gran qualitat, incloent-hi l'anomenat mur "Adler".

## Abastiment d'aigua
Amb els pous a dins de la ciutat no n'hi havia prou per a cobrir les necessitats d'aigua d'una població tan gran. Pels voltants s'han trobat restes del que podrien haver estat aqüeductes, però se'n desconeix la trajectòria exacta.

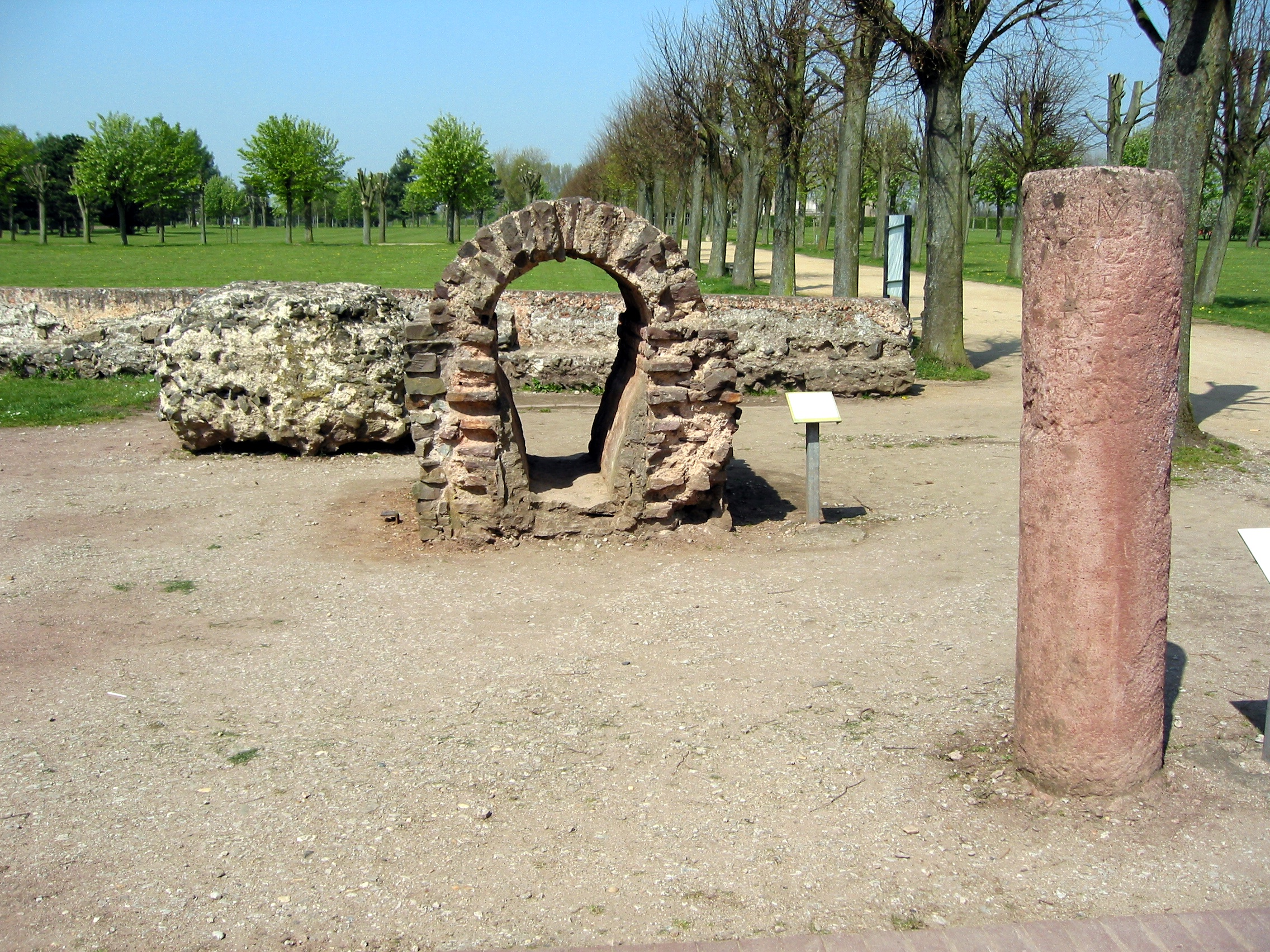
Part de l'aqüeducte.

El 1959 Hermann Hinz va descobrir una línia que anava des de les morrenes del barranc de "Hees", que avui dia recorre des del sud al llarg de l'antic cementiri. El 1975,mentre es construïa la carretera que passa pel districte Sonsbecker Labbeck, es va trobar un tros de plom, que s'havia fet servir per al transport elevat d'aigua. La resta del material era una barreja de maons trencats amb morter, que encara contenia restes de sinterització típica de la calç. Els fonaments eren pedres de basalt i toba. Fragments de pissarra assenyalaven l'antiga coberta de la claveguera, que tenia un pendent de 20 cm a 100 m. Part d'aquest tub d'aigua s'exposa al Parc Arqueològic de Xanten. El maig del 2007, l'arqueòleg Baoquan Song (Universitat de Ruhr-Bochum) va sobrevolar la zona i va detectar unes anomalies significatives que suggerien la detecció d'una tramada d'aqüeducte construït amb els anomenats pilars "Furth". Les excavacions, el desembre del 2008 van confirmar les imatges aèries, i el 2009 es va trobar les restes dels fonaments on s'acabava l'aqüeducte, al davant del mercat de Xanten.